# 太阳石
太阳石（sunstone）是一种斜长石，也被称为日长石、日光石、砂金效应长石，是钠奥长石中最重要的品种。某些方面表现出闪耀的外观，因此被作为一种宝石。太阳石被发现于挪威西部，和美国的一些地方。它也是俄勒冈州的州石。

## 特性

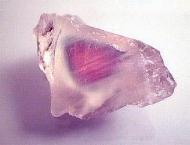
糙米太阳石

日光石呈现金黄色至橙黄色的闪光，这种闪光被称为砂金效应，是宝石的特殊光学效应。其源自钠奥长石中大量包含定向排列的金属矿物薄片，如赤铁矿和针铁矿，随着宝石的转动会产生反射。

## 分布
太阳石直到近来才为人所熟知。从前最出名的产地是挪威南部的Tverdestrand和Hitero，产于穿插在片麻岩中的石英脉中，呈块状产出。
其它产地包括西伯利亚贝加尔湖附近，阿伦达尔附近的特维德斯特兰德，以及一些美国矿区——尤其是在宾夕法尼亚州特拉华县米德尔顿镇，俄勒冈州Lakeview，北卡罗莱纳州斯泰茨维尔。
发现于Crown Point附近和在纽约的一些其他的产地，例如在宾夕法尼亚州特拉华县的Glen Riddle还有在弗吉尼亚州阿米莉亚县的Amelia Courthouse。
太阳石也被发现于犹他州米勒德县更新世玄武岩flows at Sunstone Knoll in 

### 俄勒冈州太阳石

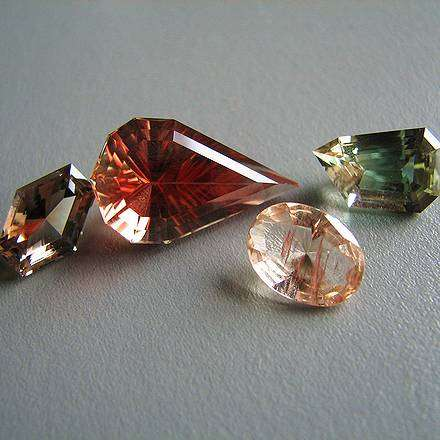
Various gem colors of Oregon sunstone

著名的俄勒冈州太阳石被发现于俄勒冈州的哈尼县和金湖县东部，Plush北部。俄勒冈州太阳石包含晶体铜的杂质。俄勒冈州太阳石可以达到三英寸大。铜的存在导致了一块石头呈现多种色调：石头中铜含量越高，其色泽越深。
1987年8月4日，俄勒冈州州议会通过联合决议决定俄勒冈州太阳石作为州宝石。

## 相关
1. ↑  Sunstones at Sunstone Knoll, Millard County. （页面存档备份，存于）犹他州地质调查局，2007年9月14号访问。
2. ↑  . Nature of the Northwest (Oregon Department of Geology and Mineral Industries).   [7 March 2013]. （原始内容存档于2015年4月24日）.
3. ↑  Chapter 186 – State Emblems; State Boundary （页面存档备份，存于） 2005 Oregon Revised Statutes

本条目包含来自公有领域出版物的文本: Chisholm, Hugh (编).  (第11版). London: Cambridge University Press. 1911.